# Nicolas Vicentin
Nicolas Vicentin (ur. 2 maja 1994) – włoski żużlowiec. 

## Życiorys
Sześciokrotny medalista indywidualnych mistrzostw Włoch: srebrny (2013) oraz pięciokrotnie brązowy (2014, 2015, 2017, 2019, 2020). Oprócz tego dwukrotny srebrny medalista młodzieżowych mistrzostw Włoch (2011, 2012) oraz brązowy medalista mistrzostw Włoch par (2012).
Reprezentant Włoch na arenie międzynarodowej. Złoty medalista mistrzostw Europy par (Ryga 2016). Uczestnik cyklu Grand Prix IMŚ 2013 (jako zawodnik z "dziką kartą" w GP Włoch). Czterokrotny uczestnik finałów indywidualnych mistrzostw świata juniorów (2012, 2013, 2014, 2015 – za każdym razem udział w pojedynczych turniejach finałowych jako zawodnik z "dziką kartą"). Wielokrotny uczestnik eliminacji drużynowego Pucharu Świata. Finalista indywidualnych mistrzostw Europy juniorów (Güstrow 2013 – XIV miejsce). 
W 2015 r. związał się „kontraktem warszawskim” z Włókniarzem Częstochowa.